# Saint-Étienne-de-Montluc
Saint-Étienne-de-Montluc is een gemeente in het Franse departement Loire-Atlantique (regio Pays de la Loire). De plaats maakt deel uit van het arrondissement Nantes. Saint-Étienne-de-Montluc telde op 1 januari 2022 7.739 inwoners.

## Geografie
De oppervlakte van Saint-Étienne-de-Montluc bedroeg op 1 januari 2022 57,57 vierkante kilometer; de bevolkingsdichtheid was toen 134,4 inwoners per km².

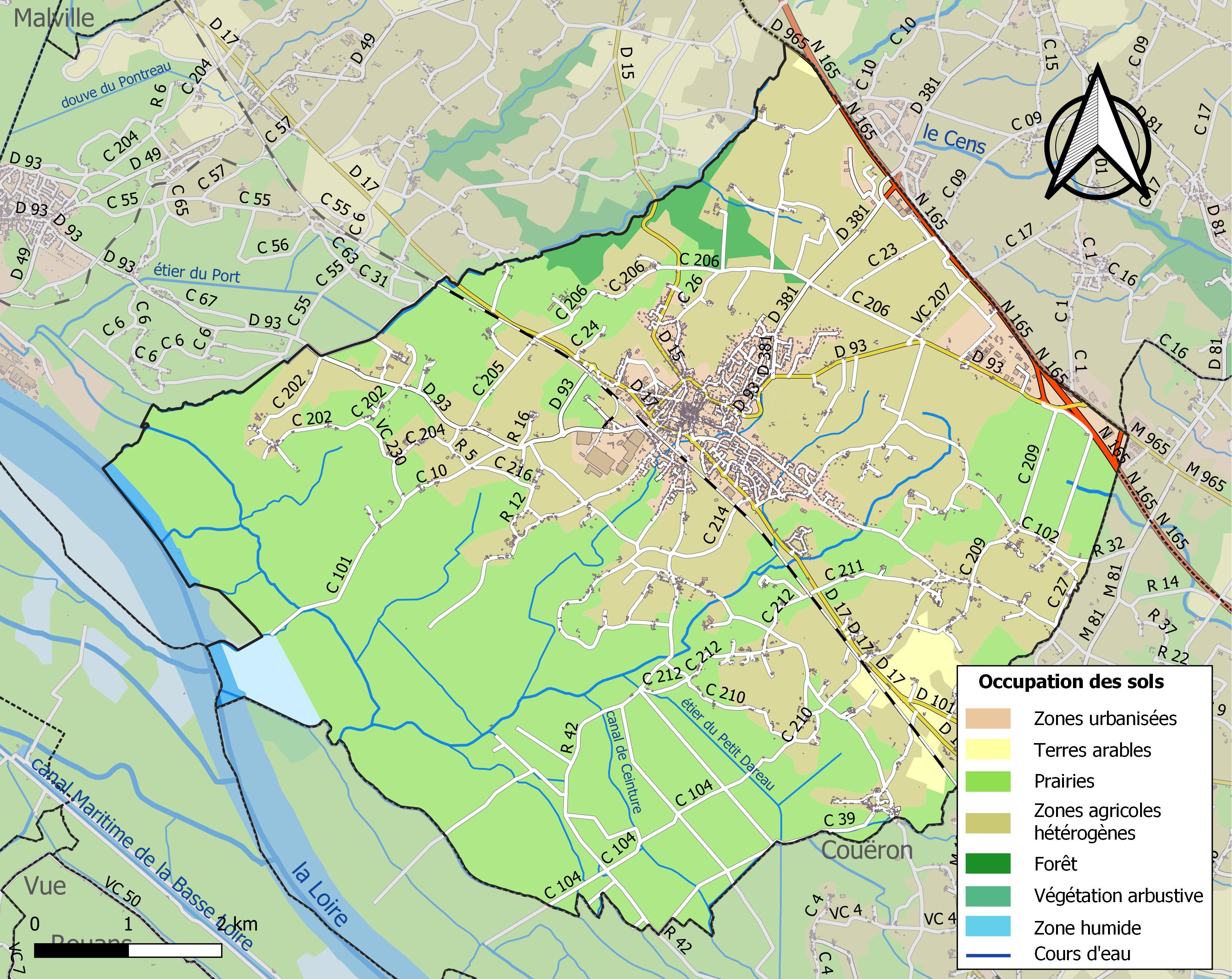
Kaart van de gemeente met de belangrijkste infrastructuur, bodemgebruik en omliggende gemeenten

## Demografie
Onderstaande figuur toont het verloop van het inwonertal (bron: INSEE-tellingen).

## Stedenband
- Mühlhausen (Kraichgau), Duitsland